# Строительная экспертиза
Строительная экспертиза — форма контроля строительной деятельности, основанная на инструментальном анализе и сопоставлении данных анализа существующей нормативной, проектной или правовой документации. Результатом данного анализа является экспертное заключение, в котором отображены выявленные дефекты и нарушения, и выдержки или ссылки на нормативную документацию, в которых отображены допустимые значения. К экспертному заключению также, часто, прикладывают фотографии выявленных дефектов.
Основные цели проведения строительной экспертизы:
- Определение величины ущерба, нанесенного недвижимости заливом, пожаром и тому подобное, фиксация объёмов и стоимости строительства;
- Оценка физического износа в процессе эксплуатации несущих и ограждающих конструкций, инженерных систем или здания в целом;
- Экспертиза на предмет соответствия правилам и нормам, установленным в нормативных документациях, таких как СНиП или ГОСТ или на соответствие проекту;
- Контроль качества и испытания строительных конструкций и материалов;
- Проведение обследования при изменении конструктива несущих и ограждающий элементов, при последующей надстройке или перепланировке здания, углубления подвальной части.

Строительная экспертиза подразделяется на судебную и внесудебную. Судебная экспертиза назначается судом, когда уже идет судебный процесс.